# Gobrias (general)
Gobrias (?-538 a.C.) foi nobre medo-persa, general do rei aqueménida Ciro, o Grande. Julgou um papel importante na captura persa da Babilônia em outubro de 539 a.C.
De acordo com o Crônica de Nabonido (ano 17), uma das Crônicas da Babilônia, Gobrias (Gaubaruva no persa antigo) era sátrapa de Gutium, (zona ao leste do rio Tigre) foi o  primeiro persa a entrar na cidade conquistada da Babilônia, onde prendeu o último rei babilônio Nabonido e nomeado a diversas posições. Se tornou o primeiro sátrapa da Babilônia.
Morreu poucas semanas mais tarde, em 4 de março de 538 a.C. Seu sucessor foi Nabû-achche-bullit, provavelmente um babilônio.
Dispomos na época atual de diversos originais datados nos tempos de seu governo, includindo uma carta confusa datada nos últimos dias do ano 535 a.C. Esta letra sugere a Nabû-achche-bullit sucedeu um outro Gobrias.
Alguns têm afirmado que ele é o chamado Dario, o Medo no Livro de Daniel, sugerindo que Dario fosse um título dado a reis medos.